# إقراض قائم على الأصول
الإقراض القائم الأصول هو أي نوع من الإقراض المضمون بأصل. هذا يعني أنه إن لم يُسدد القرض، يؤخذ الأصل. بهذا المعنى، فإن الرهن العقاري هو مثال على قرض قائم على الاصول. تُستخدم العبارة بشكل أكثر شيوعًا لوصف إقراض الشركات والمؤسسات الكبيرة برهن الأصول التي لا تستخدم عادةً في القروض الأخرى. عادةً ما تشتمل الأنواع المختلفة من القروض القائمة على الأصول تمويل حسابات القبض والمخزون والمعدات، أو تمويل العقارات. لا يمكن تقديم القروض القائمة على الأصول بمعناها المحدد هذا إلا في البلدان التي تسمح أنظمتها القانونية للمقترضين برهن مثل هذه الأصول للمقرضين ضمانًا للقروض.

## استخدامها
عادة ما يتم الإقراض القائم على الأصول عندما تكون الطرق العادية لجمع الأموال، مثل أسواق رأس المال (بيع السندات للمستثمرين) والمصارف العادية التي لا تطلب ضمانات أو رهون. غالبًا ما يحص ذلك عندما تستنفذ الشركة جميع خياراتها الأخرى لزيادة رأس المال أو عندما تحتاج إلى رأس مال بشكل فوري لتلبية احتياجاتها التمويلية (مثل عمليات شراء المخزون وعمليات الاندماج والاستحواذ وشراء الديون). عادة ما تكون القروض القائمة على الأصول مصحوبة بأسعار فائدة منخفضة، لأنه في حالة التخلف عن السداد، يمكن للمقرض استرداد استثماراته عبر الاستحواذ على الأصول المرتبطة بالقرض وتصفيتها.
يستخدم اليوم العديد من شركات الخدمات المالية حزمة إقراض قائمة على الأصول من الخدمات المالية المنظمة. يقدم العديد من المصارف، سواء المصارف الاستثمارية الوطنية (مثل سيتي وجاي بي مورغان وغولدمان ساكس ومورغان ستانلي وآخرون) والمصارف الإقليمية هذه الخدمات لعملائهم من الشركات.
من الأمثلة المعروفة على استخدام القروض القائمة على الأصول عندما تقلصت سوق التوريق العالمية إلى أدنى مستوى لها على الإطلاق خلال انهيار بنك الاستثمار ليمان براذرز في عام 2008. في نفس العام، أصدرت داخل الاتحاد الأوروبي سندات بقيمة تزيد عن 710 مليار يورو، كانت مدعومة إلى حد كبير بقروض قائمة على الأصول، مثل القروض السكنية وقروض السيارات.
إضافة إلى الشركات الكبيرة، يلجأ العديد من الأفراد وأصحاب الأعمال الصغيرة إلى خدمات الإقراض القائمة على الأصول لزيادة تمويلهم على المدى القصير. يقدم مقدمو الخدمات مثل «آنبولتد» قروضًا قصيرة الأجل مقابل الأصول الفاخرة؛ يشمل هذ مجموعة واسعة من العناصر مثل السيارات القديمة (الكلاسيكية) والساعات الفاخرة ومجموعات النبيذ وغيرها من الأصول ذات القيمة. لا يُجري معظم المقرضين فحوص ائتمانية ويدفعون مبلغ القرض خلال 24 ساعة.
أصبح الإقراض القائم على الأصول، الذي كان يعتبر في السابق خيار التمويل الأخير، خيارًا شائعًا للشركات والأفراد الذين لا تصنيفات ائتمانية لديهم أو أولئك الذي لا يمتلكون الصبر لمتابعة مصادر رأس المال التقليدية.

## مزايا القروض القائمة على الأصول

### القروض القائمة على الأصول
عادة ما تُصمم ائتمانات الأعمال القائمة على الأصول لنفس الغرض الذي تُصمم له ائتمانات الأعمال العادية، الا وهو السماح للشركة بالاستمرار بين توقيت دفعات نفقاتها وتوقيت حصولها على مدفوعات نقدية. تشتمل مشكلة التوقيت الأساسية على ما يُعرف باسم الحسابات المدينة، وهي التأخير بين بيع شيء ما للعميل وتلقي الدفعات مقابله.
سيكون للائتمان غير القائم على الأصول حد ائتماني يُحدد عند فتح الحساب يتوافق مع حجم الحسابات المدينة، وذلك لضمان استخدامه للغرض الصحيح. أما الائتمان القائم على الأصول، فله حد ائتماني متجدد يتغيّر حسب أرصدة الحسابات المدينة الفعلية التي تمتلكها الشركة. يتطلب هذا الأمر أن يراجع المقرض الشركة ويراقبها لتقييم حجم حسابات المدينين، لكنه يسمح أيضًا بزيادة حدود الائتمانات، أما الشركات التي عادة ما تكون غير قادرة على الاقتراض يصبح لديها القدرة على ذلك. بشكل عام، تسمح الشروط التي تنص على الاستحواذ على الضمان إذا تخلف المقترض عن السداد بتحصيل الأموال المستحقة على الركة للمقرض مع تحقيقه أرباحًا على القرض.